# Artatama I
Artatama I (przypuszczalnie z sanskr. rta-dhâman „on, który mieszka w świątyni prawa”) – władca huryckiego królestwa Mitanni pod koniec XV wieku p.n.e. (panował w okresie 1410–1400 p.n.e.).
Niewiele wiadomo jest na jego temat, gdyż nie zostawił po sobie żadnych pisanych śladów. Do niego odnoszą się informacje zawarte w listach z Amarna, gdzie jest wymieniony jako przodek, który ustanowił przymierze z Egiptem. Poprzez ślub swej córki z faraonem Totmesem IV zawarł on sojusz z Egiptem przeciwko Hetytom. Za jego córkę była uważana Mutemuja, żona Totmesa IV, a matka Amenhotepa III, jednak obecnie większość badaczy nie zgadza się z tym.